# Fine mrtve djevojke (predstava)
Fine mrtve djevojke hrvatska je predstava nastala po tekstu Mate Matišića u režiji Dalibora Matanića. Zbog kontroverzne zabrane plakata predstave, prometnula se u jednu od najkontroverznijih predstava novije hrvatske kazališne povijesti.

## Pozadina
Predstava je nastala deset godina nakon istoimenog filma Dalibora Matanića. Razlog za postavljanje predstave autori su objasnili relevantnošću teksta i danas. Predstava ipak nije preslik filma, već se film koristiti tek kao polazišna točka za ispitivanje stanja u kojem se nalazi hrvatsko društvo.
16. siječnja 2016. godine svečano je izvedena 50. izvedba predstave. 

## Kontroverze
Gradonačelnik Milan Bandić, na zahtjev Katoličke crkve, zabranio je plakat predstave koji je prikazivao dvije Bogorodice u zagrljaju čime je pokrenuo val reakcija nezadovoljnih umjetnika, te mnoge reakcije građana koji su danima pisali kazalištu Gavella osuđujući ili dajući im podršku, ali i umjetnika i ostalih intelektualaca koji su pisali pisma javnosti osuđujući cenzuru. Redatelj Oliver Frljić, reagirao je otkazivanjem suradnje u Gavelli, osuđujući potez ravnatelja kazališta koji je podlegao cenzuri i povukao plakat.

## Reakcije
Brojne kontroverze donijele su predstavi mnoge rasprodane izvedbe te je predstava u vrlo kratkom roku postala jedna od najgledanijih predstava u povijesti kazališta Gavella. Autorski tim pokazao je hrabrost i u jeku referenduma o ustavnoj definiciji braka, dajući podršku LGBT zajednici tako što su se na poklonu publici glumice Nataša Janjić i Ivana Roščić poljubile, a glumica Nela Kocsis je otkrila svoje grudi na kojima je velikim crvenim slovima pisalo: "protiv." 

## Autorski tim
Redatelj: Dalibor Matanić

Scenograf: Deni Šesnić

Kostimografkinja: Ana Savić Gecan

Asistentica kostimografkinje: Morana Cerovec

Autori glazbe: Pavao Miholjević, Jura Ferina

Suradnica za pokret: Irma Omerzo

Oblikovatelj svjetla: Zdravko Stolnik

Fotografije: Jasenko Rasol

Vizualni identitet predstave: Vanja Cuculić

## Glumačka postava
Iva, studentica: Ivana Roščić

Marija, studentica: Nataša Janjić Lokas
 
Olga: Biserka Ipša

Blaž: Darko Milas

Daniel, mladić u najboljim godinama: Živko Anočić

Lidija: Nela Kocsis

Susjed Lasić, ratni veteran: Franjo Dijak

Gospođa Lasić: Ana Kvrgić

Doktor Perić, ginekolog: Filip Šovagović

Ivica: Janko Rakoš

Nepoznati muškarac, tj. Ante: Nenad Cvetko
 
Inspektor: Sven Medvešek
 
Dalibor: Đorđe Kukuljica

## Nagrade
20. Međunarodni festival malih scena, Rijeka

– nagrada "Veljko Maričić" za najboljeg mladog glumca: Živko Anočić

– nagrada "Veljko Maričić" za najbolju epizodnu ulogu: Nela Kocsis

– nagrada "Veljko Maričić" za najbolji suvremeni dramski tekst: Mate Matišić

37. Dani satire Fadila Hadžića, Zagreb

– nagrada za najbolju režiju: Dalibor Matanić

– nagrada “Ivo Serdar” za ulogu najbolje prihvaćenu od publike: Nela Kocsis

– glumačka nagrada: Živko Anočić

21. Nagrada hrvatskog glumišta, Zagreb

– za najbolji praizvedeni suvremeni hrvatski dramski tekst: Mate Matišić

21. Festival glumca

- nagrada "Fabijan Šovagović" za najbolju glumicu: Nela Kocsis

## Kritike
Kritike predstave su većinom bile vrlo dobre.
| „                           | Oni koji mrze, tu je predstava posve jasna, nepovratno uništavaju sami sebe. U tome su sadržani ogromna toplina i humanizam Matišićeva rukopisa, kao i kvaliteta Matanićeve režije. | ” |
| — Nataša Govedić, Novi list | |   |

## Vanjske poveznice
Fine mrtve djevojke – gavella.hr